# Sei Berombang
Sei Berombang is een bestuurslaag in het regentschap Labuhan Batu van de provincie Noord-Sumatra, Indonesië. Sei Berombang telt 12.607 inwoners (volkstelling 2010).